# István Csók

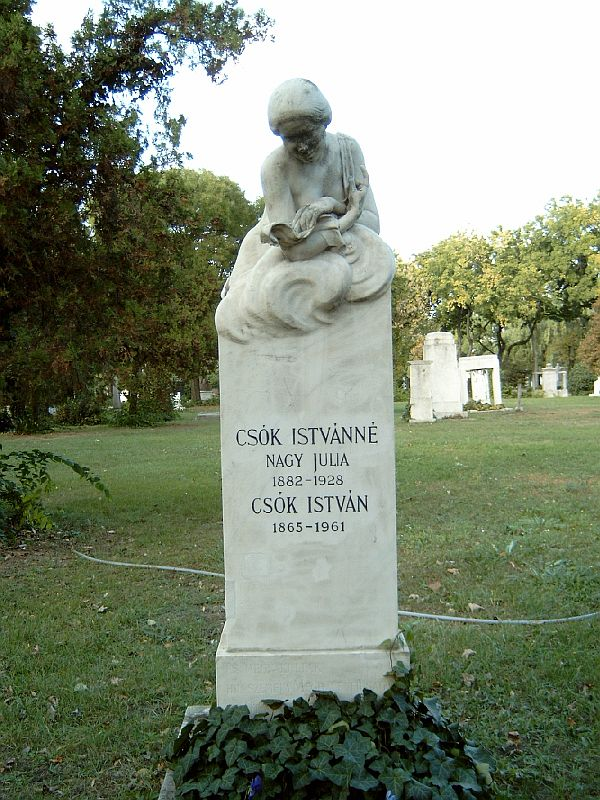
Grób Istvána Csóka w Budapeszcie. Cmentarz Kerepesi: 35-1-74. Dzieło Istvána Szentgyörgyiego

István Csók (ur. 13 lutego 1865 w Sáregres, zm. 1 lutego 1961 w Budapeszcie) – węgierski malarz, przedstawiciel postimpresjonizmu.

## Życiorys
Studia odbył w Budapeszcie (Mintarajziskola), Monachium (Akademia Sztuk Pięknych) i Paryżu. Jego styl, pierwotnie naturalistyczny, określa się jako autorską wersję postimpresjonizmu, na którą wpływ wywarła twórczość Paula Gauguina i Henri Matisse’a.
W 1891 roku, za obraz Úrvacsora, otrzymał złoty medal Salon des artistes français.
W latach 1895–1896 na swoich obrazach uwieczniał sceny życia codziennego i portrety Szokatów, zamieszkujących węgierski Kraj Zadunajski. W latach 1903–1910 żył i tworzył w Paryżu. Resztę życia spędził w Budapeszcie.
W 1957 roku jego wspomnienia wydano w książce Emlékezéseim.

## Wybrane obrazy
(na podstawie materiału źródłowego)
- Úrvacsora
- Mûteremsarok (1905)
- Züzü-képek
- Tél a tavaszban (1913)
- Krizantémok (1917)